# Rhamphomyia janoensis
Rhamphomyia janoensis är en tvåvingeart som beskrevs av Bartak 1981. Rhamphomyia janoensis ingår i släktet Rhamphomyia och familjen dansflugor. Inga underarter finns listade i Catalogue of Life.